# 腹外斜肌
腹外斜肌是使腹部緊束的斜肌，兩塊腹外斜肌從最低的肋骨延伸到身體前面的中線。在這裡，他們連接成薄而堅固的纖維層。這些肌肉輔助腹直肌和更深的一組斜肌－腹內斜肌－將腹部器官維持在正常位置。

## 來源
〈人體學習百科〉 貓頭鷹出版社
ISBN 957-9684-11-1

## 外部連結
- 解剖學(Anatomy)-肌肉(muscle)-external oblique abdominis(腹外斜肌)